# Lacazia loboi
Lacazia loboi är en svampart som beskrevs av Taborda, V.A. Taborda & McGinnis 1999. Lacazia loboi ingår i släktet Lacazia, ordningen Onygenales, klassen Eurotiomycetes, divisionen sporsäcksvampar och riket svampar.   Inga underarter finns listade i Catalogue of Life.